# Марлборо (округ)
Округ Марлборо (англ. Marlboro County) располагается в штате Южная Каролина, США. Официально образован в 1785 году. По состоянию на 2010 год, численность населения составляла 28 933 человек.

## География
В соответствии с данными указанными на сайте центрального статистического органа страны — Бюро переписи населения США, общая площадь округа Марлборо равняется 1256,151 км2, из которых 1243,201 км2 занимает суша и 15,540 км2 или 1,150% приходится на водную поверхность.

## Население
По данным переписи населения 2000 года в округе проживает 28 818 жителей в составе 10 478 домашних хозяйств и 7 334 семей. Плотность населения составляет 23,00 человека на км2. На территории округа насчитывается 11 894 жилых строений, при плотности застройки около 10,00-ти строений на км2. Расовый состав населения: белые — 44,49 %, афроамериканцы — 50,73 %, коренные американцы (индейцы) — 3,36 %, азиаты — 0,24 %, гавайцы — 0,00 %, представители других рас — 0,24 %, представители двух или более рас — 0,95 %. Испаноязычные составляли 0,71 % населения независимо от расы.
В составе 32,00 % из общего числа домашних хозяйств проживают дети в возрасте до 18 лет, 42,60 % домашних хозяйств представляют собой супружеские пары проживающие вместе, 22,20 % домашних хозяйств представляют собой одиноких женщин без супруга, 30,00 % домашних хозяйств не имеют отношения к семьям, 26,90 % домашних хозяйств состоят из одного человека, 11,00 % домашних хозяйств состоят из престарелых (65 лет и старше), проживающих в одиночестве. Средний размер домашнего хозяйства составляет 2,59 человека, и средний размер семьи 3,14 человека.
Возрастной состав округа: 26,20 % моложе 18 лет, 9,30 % от 18 до 24, 29,40 % от 25 до 44, 22,80 % от 45 до 64 и 22,80 % от 65 и старше. Средний возраст жителя округа 35 лет. На каждые 100 женщин приходится 96,30 мужчин. На каждые 100 женщин старше 18 лет приходится 93,10 мужчин.
Средний доход на домохозяйство в округе составлял 26 598 USD, на семью — 32 019 USD. Среднестатистический заработок мужчины был 25 896 USD против 20 590 USD для женщины. Доход на душу населения составлял 13 385 USD. Около 17,70 % семей и 21,70 % общего населения находились ниже черты бедности, в том числе — 29,20 % молодежи (тех, кому ещё не исполнилось 18 лет) и 22,70 % тех, кому было уже больше 65 лет.